# 埃爾弗里達 (亞利桑那州)
埃爾弗里達（英語：Elfrida）是位於美國亞利桑那州科奇斯縣的一個人口普查指定地區。根據2010年美國人口普查，該地人口為459人，而該地的面積約為9.95平方千米。

## 地理
埃爾弗里達的座標為31°41′07″N 109°41′13″W / 31.68528°N 109.68694°W，而該地最高點為海拔高度1414米（即4638英尺）。